# الطريق إلى روكايارفي
الطريق إلى روكايارفي (بالفنلندية: Rukajärven tie) فيلم فنلندي من إنتاج 1999 أخرجه أولي سآريلا. عـُرض في فنلندا الفيلم لأول مرة في 22 يناير 1999، وبعد ذلك انطلق دولياً.
الفيلم مأخوذ عن كتاب من تأليف الكاتب أنتي توري، وقام ببطولته بيتر فرانزن بدور الملازم ييرو بركولا وإيرينا بيوركلوند بدور كارينا فاينيكاينن حبيبة الملازم بركولا.
روكايارفي هي إحدى البلديات (فضلاً عن كونها بحيرة) في كاريليا التي أراد الفنلنديون استعادتها من روسيا خلال حرب الاستمرار من 1941-44.

## روابط خارجية
- الطريق إلى روكايارفي على موقع IMDb (الإنجليزية)
- الطريق إلى روكايارفي على موقع ميتاكريتيك (الإنجليزية)
- الطريق إلى روكايارفي على موقع روتن توميتوز (الإنجليزية)
- الطريق إلى روكايارفي على موقع نتفليكس (الإنجليزية)
- الطريق إلى روكايارفي على موقع ألو سيني (الفرنسية)
- الطريق إلى روكايارفي على موقع Turner Classic Movies (الإنجليزية)
- الطريق إلى روكايارفي على موقع أول موفي (الإنجليزية)
- الطريق إلى روكايارفي على موقع فيلمافينيتي (الإسبانية)
- الطريق إلى روكايارفي على موقع قاعدة بيانات الأفلام السويدية (السويدية)
- الطريق إلى روكايارفي على موقع قاعدة بيانات الفيلم (الإنجليزية)